# Saxifraga biternata
Saxifraga biternata es una especie de planta  perteneciente a la familia Saxifragaceae.  

## Descripción
Es una planta perenne herbácea,  laxamente cespitosa, viscosa, con indumento de glándulas granates y, sobre todo, largos pelos glandulíferos, quebradizos. Tallos floríferos de hasta 20 cm, terminales, algo procumbentes, frecuentemente teñidos de púrpura. Hojas basales de 40-80  x  20-40(  mm, patentes, compuestas, biternadas, tiernas; lámina 15-40 x 20-40 mm, de contorno triangular, con 3 folíolos peciolulados –el central 7-25 x 12-20 mm–, cada uno dividido en 3 segmentos y 5-20 lóbulos. Inflorescencia en panícula muy difusa, con 3-8 flores; brácteas enteras –linear-lanceoladas– a palmatisectas. Fruto globoso. Semillas de 0,5 x 0,3-0,4 mm, con micropapilas y gruesas macropapilas.

## Distribución y hábitat
Se distribuye por las fisuras de roquedos calizos; a una altitud de  900-1200 metros. en Torcal de Antequera, sierras de Sierra de Camarolos y de Chimeneas.  

## Taxonomía
Saxifraga biternata fue descrita por Pierre Edmond Boissier y publicado en Voyage botanique dans le midi de l'Espagne 2: 321, t. 64. 1840.
Etimología
Saxifraga: nombre genérico que viene del latín saxum, ("piedra") y frangere, ("romper, quebrar"). Estas plantas se llaman así por su capacidad, según los antiguos, de romper las piedras con sus fuertes raíces. Así lo afirmaba Plinio, por ejemplo.
biternata: epíteto latíno que significa "con dos conjuntos de tres".